# Giuseppe Baretti
Giuseppe Marco Antonio Baretti, noto anche con lo pseudonimo di Aristarco Scannabue (Torino, 24 aprile 1719 – Londra, 5 maggio 1789), è stato un critico letterario, traduttore, poeta, giornalista, drammaturgo, lessicografo e linguista italiano.

## Biografia
Marc’Antonio Giuseppe Baretti, figlio primogenito di Luca e Anna Caterina Tesio, nacque a Torino, capitale del Regno di Sardegna governato da Casa Savoia. Nel 1733, per finanziare la sua formazione, il padre, impiegato a corte come architetto militare, rivendicò le rendite di una cappellanìa rimasta vacante alla morte di un lontano parente. Il quattordicenne Baretti fu così ordinato chierico tonsurato e, presumibilmente, venne iscritto al seminario metropolitano. 
Il Piemonte non stava forse alla pari con altre regioni italiane culturalmente più ricche ed avanzate, ma Torino era senz’altro riconosciuta come sede di governo di una delle più antiche dinastie regnanti ed una delle principali potenze politiche europee. Ospitando un gran numero di diplomatici stranieri e un’Accademia Reale di ottima reputazione, frequentata tanto da soggetti locali quanto da individui provenienti da altri stati italiani e dall’estero, la città poteva dirsi senz’altro cosmopolita.  Inoltre, l'Università di Torino, recentemente modernizzata e secolarizzata, era anch’essa diventata un’istituzione modello, attirando illustri studiosi e insegnanti come Girolamo Tagliazucchi, professore di eloquenza e di greco, alla cui cerchia di studenti Baretti si univa occasionalmente e informalmente, da adolescente già appassionato di letteratura. 
Nel 1735 moriva Caterina, madre di Giuseppe, Filippo, Giovanni e Amedeo Baretti. Un mese dopo la sua morte, il vedovo Luca sposò Genoveffa Astrua, di famiglia agiata e importante, la quale introdusse in casa Baretti il proprio cicisbeo o cavalier servente. Questa situazione familiare e la nascente vocazione letteraria, fortemente avversata dal padre, portarono a una rottura del giovane Baretti con il suddetto e lo indussero ad abbandonare abito e beneficio religioso e a lasciare Torino alla fine della quaresima del 1737.
Trovò rifugio presso il fratello minore di suo padre, Giovanni Battista, segretario alla corte della duchessa di Guastalla, che gli procurò lavoro presso un mercante guastallese che serviva da tesoriere ducale. Presso questo mercante lavorava anche il poeta Carlo Cantoni, il quale sostenne e guidò gli studi letterari di Baretti e fu da lui considerato, insieme a Tagliazucchi, come un maestro. 
Il giovane cominciò allora a scrivere versi modellati su quelli di grandi autori della tradizione poetica italiana eroicomica, burlesca e satirica, come Luigi Pulci, Francesco Berni, Ludovico Ariosto, Niccolò Machiavelli, Anton Francesco Grazzini e Lorenzo Lippi. Questo tipo di poesia – intesa a contrastare la melliflua e frivola produzione lirica dei numerosissimi poeti membri dell'Accademia dell'Arcadia attivi in tutta Italia - era praticato da Vittore Vettori, un medico-poeta di Mantova con il quale Baretti corrispose in quegli anni e da molti altri scrittori che egli ebbe modo di conoscere e frequentare una volta lasciata Guastalla per vivere a Venezia (dove strinse amicizia con Gasparo e Carlo Gozzi e Luisa Bergalli) e poi a Milano (dove entrò nell'Accademia dei Trasformati).
Riconciliatosi con il padre nel 1742, Baretti trascorse i due anni successivi a Cuneo, ricoprendo l’incarico di custode dell'erigenda cittadella e pubblicò le Stanze al Padre Serafino Bianchi da Novara (1744). Allo stesso periodo risale una canzone inedita sulla Liberazione di Cuneo dall’assedio delle truppe franco-ispane nel corso della guerra di successione austriaca. Alla morte del padre nel giugno del 1744, Baretti rientrò a Torino, partendone tuttavia presto per Milano e poi per Genova in cerca di opportunità di lavoro. Nella primavera del 1747 era di nuovo a Venezia, dove riprese a frequentare il circolo letterario dei Gozzi, l’Accademia dei Granelleschi, e diede la prima prova del suo talento di polemista pubblicando una lettera in cui metteva in ridicolo Biagio Schiavo, fervido quanto sofistico difensore del Petrarca. A Venezia Baretti attese inoltre alla traduzione delle tragedie di Pierre Corneille in versi italiani sciolti. Accettò l'incarico per bisogno, e avrebbe avuto poi sempre a denigrare la qualità mediocre della sua traduzione. Tuttavia, le prefazioni alle Tragedie di Pier Cornelio (1747-48) – nelle quali, pur riconoscendo l'alto calibro del teatro tragico francese, assegnava all'Italia il merito della migliore poesia epica, e rimproverava l’arroganza dei critici francesi e la loro ignoranza della lingua italiana - sono stati giustamente considerati precursori dello stile ferocemente polemico ma anche moderno e coinvolgente di Baretti.
Tornato a Torino nel 1750, in tempo per comporre un’azione drammatica per musica a celebrazione del matrimonio del duca Vittorio Amedeo (futuro Vittorio Amedeo III di Savoia) con l'infanta spagnola (Maria Antonia di Borbone-Spagna), Baretti tentò invano di assicurarsi un impiego stabile nella capitale sabauda: la pubblicazione della sua raccolta poetica (Le piacevoli poesie, Torino, Campana, 1750) non valse a cambiare l'opinione negativa che il senato accademico torinese si era formato di lui alla precedente comparsa di un libello in cui Baretti attaccava spietatamente la pedante erudizione di Giuseppe Bartoli, successore del Tagliazucchi. Egli decise quindi di lasciare l'Italia e cercare fortuna in Inghilterra, seguendo fra le altre la raccomandazione di James Caufeild, conte di Charlemont, che sarebbe rimasto uno dei suoi più fedeli sostenitori in Gran Bretagna. 
Arrivò a Londra nel marzo del 1751 e andò probabilmente ad alloggiare presso il suo conterraneo, il famoso violinista e compositore Felice Giardini, allora direttore dell'orchestra del teatro d’opera londinese. La composizione di due intermezzi per musica (Don Chisciotte in Venezia e La Filippa trionfante), rimasti peraltro inediti, e la pubblicazione di due opuscoli su argomenti operistici e musicali nel 1753, hanno convinto molti studiosi che Baretti venisse assunto come poeta librettista da quel teatro. Non esiste tuttavia alcuna documentazione ufficiale di un suo impiego, anche temporaneo, presso il King's Theatre.  Sappiamo tuttavia che, applicandosi alacremente e seriamente allo studio della lingua inglese, Baretti la padroneggiò rapidamente e fu in grado di conoscere, brevemente, lo scrittore e giudice di pace Henry Fielding ed entrare in contatto con i romanzieri Charlotte Lennox e Samuel Richardson, con l'attore shakespeariano David Garrick, il pittore Joshua Reynolds e il dottor Samuel Johnson, assicurandosi così un posto nei più importanti circoli artistici e letterari della capitale britannica. Baretti mise le sue notevoli conoscenze e doti linguistiche al servizio dei suoi amici inglesi e degli allievi ch'essi gli procurarono, ed intraprese il ruolo di promotore della lingua e letteratura italiane, scrivendo testi volti a renderle accessibili a un’ampia varietà di lettori britannici.
Fra le opere del primo decennale soggiorno inglese di Baretti va citata The Italian Library (1757), un repertorio bio-bibliografico da considerarsi come la prima crestomazia della letteratura italiana in lingua inglese. In quest'opera compare fra l'altro, per la prima volta, la citazione della frase "E pur si muove!" attribuita a Galileo ma non registrata in alcun documento precedente. All’inizio del 1760, Baretti finì di compilare e pubblicò A Dictionary of the English and Italian Languages, un lavoro che gli fruttò molta fama e un buon guadagno. 
Baretti accettò poi di accompagnare un giovane gentiluomo inglese nel suo grand tour sul continente. I due salparono per Lisbona nell'agosto del 1760 e condussero un lungo viaggio via terra, attraverso Portogallo, Spagna e Francia, viaggio del quale Baretti stilò un dettagliato resoconto in forma epistolare (Lettere familiari a ’ suoi tre fratelli, Tomo I, Milano, Malatesta, 1762; Tomo II, Venezia, Pasquali, 1763).
Arrivato in Italia alla fine di quell'anno, e trascorso qualche tempo con la sua famiglia, Baretti finì per stabilirsi a Milano, dove Antonio Greppi intercedette per lui presso il ministro plenipotenziario Carlo Giuseppe di Firmian affinché gli ottenesse un impiego nell'amministrazione lombardo-asburgica. Nell’autunno del 1762, quando stava ancora aspettando che tale posizione si materializzasse, i diplomatici portoghesi - offesi da poco lusinghiere osservazioni sul Portogallo contenute nel primo tomo delle lettere di viaggio di Baretti - manifestarono il proprio malcontento ottenendo la sospensione della stampa e circolazione dell'opera. 
Scontento, scoraggiato e senza più mezzi di sostentamento, Baretti partì per Venezia nella speranza di riprendere nella Serenissima la pubblicazione delle sue lettere di viaggio. Le autorità milanesi lo denunciavano intanto al governo veneziano, come individuo potenzialmente sovversivo e da tenere sotto controllo, ottenendo il risultato che il resto del manoscritto restasse a lungo in mano ai censori e il secondo dei previsti quattro tomi vedesse la luce solo nell’ottobre del 1763.
Baretti rinunciò infine a completare la stampa delle lettere di viaggio e, creando il personaggio fittizio di Aristarco Scannabue, ex-soldato fattosi redattore, lanciò l’innovativa e dissacratoria rivista La frusta letteraria (1763-1765), destinata purtroppo anch’essa a incorrere nella censura veneta: i primi venticinque numeri uscirono a Venezia e gli ultimi otto ad Ancona, nello Stato Pontificio.Lì Baretti si era rifugiato per proseguire la pubblicazione del periodico quando il governo veneziano l'aveva sospesa nel suo territorio, in gran parte per le pressioni del padre Appiano Buonafede, bersaglio particolare dei famosi attacchi di Aristarco. La frusta risultò comunque un cruciale nodo di collegamento fra le esperienze dei primi venticinque anni di carriera di Baretti e quelle degli ultimi ventitré, dal suo definitivo rientro in Inghilterra nel [1766] fino alla morte, avvenuta quasi alla vigilia della Rivoluzione francese. 
Ritornato a Londra, Baretti iniziò a frequentare The Literary Club, fondato da Samuel Johnson e Joshua Reynolds durante la sua assenza, rafforzando vecchie relazioni e stabilendone di nuove ed importanti (con lo scrittore Oliver Goldsmith e il politico Edmund Burke, tra gli altri). La fine degli anni Sessanta e l'inizio degli anni Settanta segnarono un periodo di intensa attività e registrarono una crescita della fama (e notorietà) di Baretti. An Account of the Manners and Customs of Italy (1768), scritto per confutare i tanti stereotipi italiani presenti nei diari di viaggiatori stranieri (e in particolare quello di Samuel Sharp), fu letto e apprezzato dallo stesso re Giorgio III/Giorgio III del Regno Unito, e suscitò accesi dibattiti fra i suoi lettori, riscuotendo un grande successo commerciale. Nel mese di giugno del 1769, Baretti fu nominato segretario della corrispondenza estera presso la neonata Royal Academy of Arts, una posizione per lo più onoraria ma piuttosto prestigiosa, per la quale avrebbe ricevuto tardivamente una piccola pensione annuale nell'ultima parte del
la sua vita. Nell'autunno dello stesso anno, fu processato per omicidio, avendo colpito a morte con uno stiletto uno dei tre inseguitori che lo avevano attaccato in una strada vicino a Haymarket per aver rudemente respinto una prostituta. Samuel Johnson, Joshua Reynolds e altre importanti personalità resero testimonianza in suo favore, sicché del suo processo,  conclusosi con l'assoluzione in formula piena, trattarono tutti i giornali britannici. 
Un secondo viaggio in Spagna, compiuto non molto prima dell'incidente di Haymarket, fornì a Baretti ulteriore materiale per A Journey from London to Genoa (1770), ovvero la versione inglese integrale delle lettere di viaggio solo parzialmente pubblicate in Italia: il successo di quest’opera si rivelò anche maggiore di quello dell'Account. La pubblicazione di una edizione completa delle opere di Machiavelli e di un'antologia contenente testi di vari autori in inglese, francese, italiano e spagnolo con traduzione a fronte, seguirono nel 1772, dopo quella che sarebbe stata l’ultima visita di Baretti a parenti e amici in Italia. 
Nel 1773 Baretti divenne insegnante privato d’italiano (e poi anche di spagnolo) di Hetty Thrale, figlia
del ricco proprietario di uno dei più grandi birrifici inglesi, Henry Thrale, e di sua moglie Hester Lynch Thrale, che erano molto amici di Johnson e ospitavano spesso lui e i membri del suo circolo nella loro casa di Streatham Park. Il rifiuto di Baretti di una cattedra di Italianistica, offertogli nel 1774 dal Trinity College a Dublino, fu con ogni probabilità dovuto al senso di sicurezza e appagamento che egli derivava dal sentirsi parte della famiglia di questa cara allieva. Per lei Baretti scrisse i dialoghi estrosi della Easy Phraseology, pubblicati in italiano e inglese nel 1775.
Nello stesso anno, egli accompagnò Hetty, i suoi genitori e Johnson in un viaggio per la Francia che aveva meticolosamente organizzato per loro. Tuttavia, non molto tempo dopo il loro rientro in Inghilterra il rapporto con la signora Thrale iniziò a deteriorarsi e nel luglio del 1776 Baretti lasciò questo impiego per riprendere l'attività di critico e lessicografo. L'anno successivo vide la pubblicazione del Discours sur Shakespeare, una breve ma importante dissertazione nella quale Baretti prese le difese di William Shakespeare - oggetto di un recente attacco di Voltaire in una lettera pubblica all’Académie française - esaltando in lui l'irregolarità e la forza drammatica delle passioni, segni, a suo giudizio, di quel ‘genio inventivo’ che si manifesta spontaneo nei veri artisti (posizione che sembrerebbe anticipare le teorie romantiche). 
Baretti si era dedicato da tempo allo studio e all'insegnamento della lingua e letteratura spagnole, ma non gli riuscì di pubblicare in Inghilterra, com’era suo desiderio, un’edizione della storia di Fray Gerundio de Campasas, opera satirica del gesuita José Francisco de Isla, da lui conosciuto e espressamente consultato durante il suo ultimo viaggio in Italia. Nonostante non riuscisse in quel tentativo, né riuscisse mai a finire una traduzione del Don Chisciotte, promessa all’editore Thomas Davies, nel 1778, oltre ad approntare la traduzione italiana dei Seven Discourses on Art di Reynolds, pubblicò un esistente dizionario Spagnolo-Inglese in edizione riveduta ed ampliata. 
La messa in scena, nel 1779, del Carmen Saeculare di Orazio, risultato dalla collaborazione di Baretti con il compositore François-André Danican Philidor,  ebbe successo, ma il francese lasciò la città dopo sole tre recite, portandosi via buona parte del ricavato. Fortunatamente, Baretti poté contare allora sui proventi della pubblicazione di un'antologia di sue lettere (Scelta di lettere familiari) concepita a uso degli studenti d'italiano: un manuale epistolografico che mostra tuttavia le sue opinioni su una grande quantità di argomenti culturali e sociali.
A questo punto, nella sua corrispondenza privata, Baretti iniziò a lamentarsi della crisi politica
che la Gran Bretagna stava attraversando per via della Guerra d'indipendenza americana,  e che, impegnando il pubblico britannico quasi esclusivamente in dibattiti politici, gli stava costando la perdita di allievi e di molti amici.
Nel giugno del 1780, mentre era probabilmente impegnato nella stesura di A Guide through the Royal Academy  (1781), ricevette, dopo un silenzio di tre anni, una lettera dal Piemonte che gli annunciava assai ruvidamente la morte del fratello Amedeo: il nostro scrisse allora una lunga e amarissima risposta, ultima sua missiva a Filippo e Giovanni. Con il fratellastro Paolo, figlio di secondo letto del padre Luca, conosciuto di persona soltanto nel 1766 a Livorno, dove serviva come console sabaudo, Baretti continuò invece a rimanere in contatto.
Alla morte di Johnson nel dicembre del 1784, Baretti era ormai giunto alla fine della sua carriera di scrittore, e non si può fare a meno di rimpiangere che scegliesse di sfogare dispiaceri e delusioni, anche legittimi, dei suoi ultimi anni impegnandosi in ulteriori diatribe: nel 1786 pubblicò Tolondron, una serie di saggi discorsivi e satirici scritti per mettere in evidenza le carenze dell’edizione commentata del Don Chisciotte approntata dall’inglese John Bowle; nel 1788, irritato e angustiato dalla recente pubblicazione di un paio di libri su Johnson che ne oltraggiavano – non soltanto a suo parere - la memoria e qua e là attaccavano Baretti personalmente, egli indirizzò all’autrice, la vedova Thrale o Hester Lynch Piozzi, tre invettive nello European Magazine. Mentre i discorsi sull’edizione di John Bowle, nonostante il tono accesamente satirico e l’infondatezza di parecchi giudizi che Baretti vi formulava, conteneva comunque molte valide e utili informazioni sulla lingua e la letteratura spagnole, le invettive contro Hester Lynch Piozzi furono generalmente ritenute troppo gratuitamente maligne e misoginistiche perché qualche contemporaneo ne potesse apprezzare la verve narrativa e l’uso magistrale che lo scrittore piemontese vi fece della lingua inglese (sua terza dopo l’italiano e il francese).
Nel maggio del 1789, con la pensione in arretrato di diversi mesi, Baretti morì per complicazioni dovute probabilmente a un forte attacco di gotta, in un modesto alloggio in affitto, nel quartiere di Marylebone dove viveva e teneva bottega uno dei suoi amici più fedeli e di più lunga data, lo scultore Joseph Wilton.

## Pensiero
Irriverente e ribelle, Baretti si distinse per il suo fiero spirito di indipendenza, per una scelta di non appartenenza (in parte dettata dalle sue personali circostanze e in parte deliberata) e un'autonomia di pensiero ineguagliate dalla maggioranza degli intellettuali italiani del suo tempo. Viaggiando estesamente in Italia e in Europa, ed abitando e lavorando per oltre trent'anni a Londra, visse un'esperienza autenticamente cosmopolita. Il suo talento e interesse per le lingue - che studiò e insegnò con grande impegno e passione - gli permisero di aprirsi ad altre culture, di penetrarle e di nutrirne la propria insaziabile curiosità intellettuale e umana in grado molto maggiore rispetto a tanti suoi contemporanei.  Attento all'agile stile discorsivo e ai dispositivi di finzione utilizzati dalla stampa periodica inglese - dallo Spectator e il Tatler di Joseph Addison e Richard Steele, alle riviste johnsoniane The Rambler e The Idler - Baretti assunse la 'maschera' di Aristarco Scannabue e fece della sua Frusta letteraria un'efficace e originale arma polemica contro quelli che considerava ostacoli allo svecchiamento della lingua e della cultura italiane e all'accessibilità e più ampia diffusione della cultura in generale. Suoi bersagli furono la stucchevole poesia d'Arcadia, gli imitatori e difensori di Petrarca, le pratiche passatiste dell'Accademia della Crusca, l'erudizione accademica, il bigottismo religioso. Una veemente vena polemica e anticonformista è presente in tutta quanta la produzione di Baretti. Tale vena, unita al fatto che egli faceva della lingua e dello stile la base privilegiata della propria critica - e questo lo portava spesso a squalificare sbrigativamente il contributo di grandi scrittori contemporanei quali Carlo Goldoni, Cesare Beccaria e altri collaboratori de Il Caffè - ha reso difficile la sua collocazione nel secolo dell'Illuminismo. Per l'originale mediazione che Baretti operò fra tradizione e modernità, egli è stato non a caso definito, ossimoricamente, un «ribelle conservatore».
La modalità reattiva e non tanto riflessiva o propositiva del suo operare, e dunque l'apparente estraneità alle correnti di pensiero più innovatrici della sua epoca non impediscono tuttavia di riconoscere in Baretti uno straordinario polemista, uno scrittore di grande valore, un grande narratore di viaggi e, soprattutto, un testimone straordinario dei suoi tempi. Sono indubbiamente questi i motivi per cui Piero Gobetti avrebbe chiamato Il Baretti la sua rivista di critica letteraria, fondata nel 1924.

## Il giudizio di Leopardi
Giacomo Leopardi diede nel Discorso sopra lo stato presente dei costumi italiani un giudizio sostanzialmente negativo del Baretti, « spirito in gran parte altrettanto falso che originale, e stemperato nel dir male, e poco intento o certo poco atto a giovare, e sì per la singolarità del suo modo di pensare e vedere, benché questa niente affettata, sì per la sua decisa inclinazione a sparlare di tutto, e il suo carattere aspro e iracondo verso tutto, il più delle volte alieno dal vero ».

## Opere
- Un elenco completo delle opere (in italiano, francese, inglese e spagnolo) nelle edizioni originali settecentesche e in edizioni e traduzioni successive, si trova sul sito del Comitato Nazionale per le Celebrazioni del Tricentenario della Nascita di Giuseppe Baretti Archiviato il 10 gennaio 2021 in Internet Archive..